# Paukal
Der Paukal (von lateinisch pauci ‚wenige‘) bezeichnet in der Grammatik einen Numerus und stellt quasi einen „kleinen“ Plural dar. Ähnlich wie dieser bestimmt er – anders als beispielsweise Singular (Einzahl) oder Dual (Zweizahl) – keine klar bestimmte Menge, sondern dient zur Bezeichnung kleiner Mengen.
Er findet sich zum Beispiel im Hocharabischen. Dort bilden einige Substantive zwei Pluralformen, eine für drei bis zehn Objekte (in der europäischen arabischen Grammatik pluralis paupertatis, also etwa „Armuts-Plural“ genannt), eine weitere für größere Zahlen. Auch im irakischen Arabisch wird er verwendet.
Im Amharischen hat der Paukal eine eigene Endung.
Im Serbischen gibt es eine Paukalform, die nach den Zahlen zwei, drei und vier angewandt wird. Da in dieser Sprache aber der Genitiv nach Zahlwörtern steht („Fünf der Männer“), taucht nur die Genitivform dieses Paukals auf.
Im Deutschen hat z. B. die Angabe „ein paar / einige [Sachen]“ Paukal-Funktion.